# Mečovka tmavá
Mečovka tmavá (latinsky: Xiphophorus nigrensis, slovensky: Mečún čierný, anglicky: El abra pygmy swordtail). Ryba se vyskytuje ve sladkých vodách zemí Střední Ameriky. Rybu vědecky popsal v roce 1960 americký ichtyolog, zoolog a kurátor na Katedře Ichtyologie při Americkém přírodovědném muzeu Donn E. Rosen (1929 – 14. září 1986).

## Popis
Základní zbarvení přírodní formy je šedohnědé se stříbrně-modrým nádechem na bocích, kolem boční čáry je podélný černý pruh. Samci a samice dorůstají délky 6 cm. Samec má na ocasní ploutvi mečík. Samice je zavalitější. Pohlaví ryb je snadno rozeznatelné: samci mají pohlavní orgán gonopodium, samice klasickou řitní ploutev.

## Biotop
Ryba žije ve sladkých vodách Střední Ameriky, endemicky v Rio Choy v povodí Rio Panuco, ve státě San Luis Potosi v Mexiku. Nachází se v rychle tekoucích úsecích řek se strmými břehy a převislou vegetací.

## Chov v akváriu
- Chov ryby: Pro chov je snadný, převaha samic nad samci je žádoucí. Ryba prospívá ve větších nádržích, kde má možnost plavat, silnější proudění vody je nutnost.[4]
- Teplota vody: 23–25°C[4]
- Kyselost vody: 7,0–8,0pH[4]
- Tvrdost vody: 9–20°dGH[4]
- Krmení: Jedná se o všežravou rybu, preferuje živou potravu (perloočky, komáří larvy), přijímá také vločkové, nebo mražené krmivo. Okusuje řasy. Pro dobré vybarvení a růst by strava měla být pestrá.[4]
- Rozmnožování: Březost trvá přibližně 24–28 dnů. Samice rodí 10–15 mláďat, dle své velikosti. Samice mají před porodem černou skvrnu zralosti a výrazně hranaté velké bříško. Po porodu je vhodné potěr odlovit, nebo k porodu použít líhničku.[4]